# Козырев, Александр Васильевич
Алекса́ндр Васи́льевич Ко́зырев (13 апреля 1896 года, д. Головино, Владимирский уезд, Владимирская губерния — лето 1957 года, Шуя) — советский педагог, профессор, один из организаторов системы высшего образования в СССР.

## Биография
Родился в крестьянской семье. С самого раннего детства отличался пытливостью ума, настойчивостью.
- 1915 г. — начал профессиональную деятельность в одной из далёких сельских школ Архангельской губернии в должности учителя и заведующего начальной школой.
- 1917 г. — направляется на учёбу в Москву в Народный университет имени Шанявского, по окончании которого в 1918 г. назначается на должность заведующего Онежским уездным отделом народного образования.
- 1919 г. — как истинный патриот встаёт на защиту своей Родины. Вот как писали об А. В. Козыреве в одном из биографических очерков его коллеги: «Август 1919 г. Идет гражданская война. Молодая республика задыхается в кольце, которым окружили её внутренние и внешние враги. На Севере высадили войска американских оккупантов. Во главе отряда лыжников, в качестве его комиссара, в тяжелейших природных условиях Архангельской губернии продвигается вперед Александр Васильевич, тогда ещё Саша Козырев, любимец отряда, советчик в трудную минуту, близкий друг каждого бойца».
- 1920—1921 гг. — по окончания гражданской войны возвращается к мирной профессии организатора просвещения, работает в Архангельске.
- 1921—1924 гг. — работает в Барнауле заведующим ГубОНО.
- 1924—1926 гг. — работает в Сталинграде заведующим ГубОНО.
- 1926—1928 гг. — работает в Брянске заведующим ГубОНО.
- 1928 г. — как работник, глубоко знавший своё дело, обладающий незаурядными организаторскими способностями, А. В. Козырев назначается заместителем Наркома просвещения УзССР. Работу совмещает с учёбой в аспирантуре, по окончании которой назначается на должность заместителя директора и заведующего кафедрой педагогики Узбекской государственной педагогической академии.
- 1931 г. утверждён в должности профессора.
- 1932—1935 гг. — руководит кафедрой педагогики и директорствует в Пермском пединституте. Одним из первых в СССР защищает кандидатскую диссертацию (1935).
- 1935—1936 гг. — директор Ленинградского герценовского пединститута.
- 1936—1940 гг. — директор Свердловского пединститута. В ноябре 1937 г. был освобожден от должности. Ему поставили в вину тот факт, что в 1935 г., будучи директором Пермского пединститута, он давал положительные характеристики тем, кто впоследствии, был разоблачен как «враг народа». После четырёхмесячного пребывания под арестом был освобождён в конце 1939 г. Продолжал работать в пединституте в качестве профессора.
- 1940—1950 гг. — директор Ставропольского пединститута (во время Великой Отечественной войны вуз был эвакуирован в Хабаровск).
- 1950—1952 гг. — директор Ульяновского пединститута.
- 1952—1956 гг. — работает в Шуйском пединституте.

В начале 1956 г. по состоянию здоровья Александр Васильевич оставляет работу в институте, но продолжает активную деятельность: член городского комитета партии, руководитель школьной секции городского совета, лектор по линии общества «Знание», редактор нового выпуска Ученых записок.

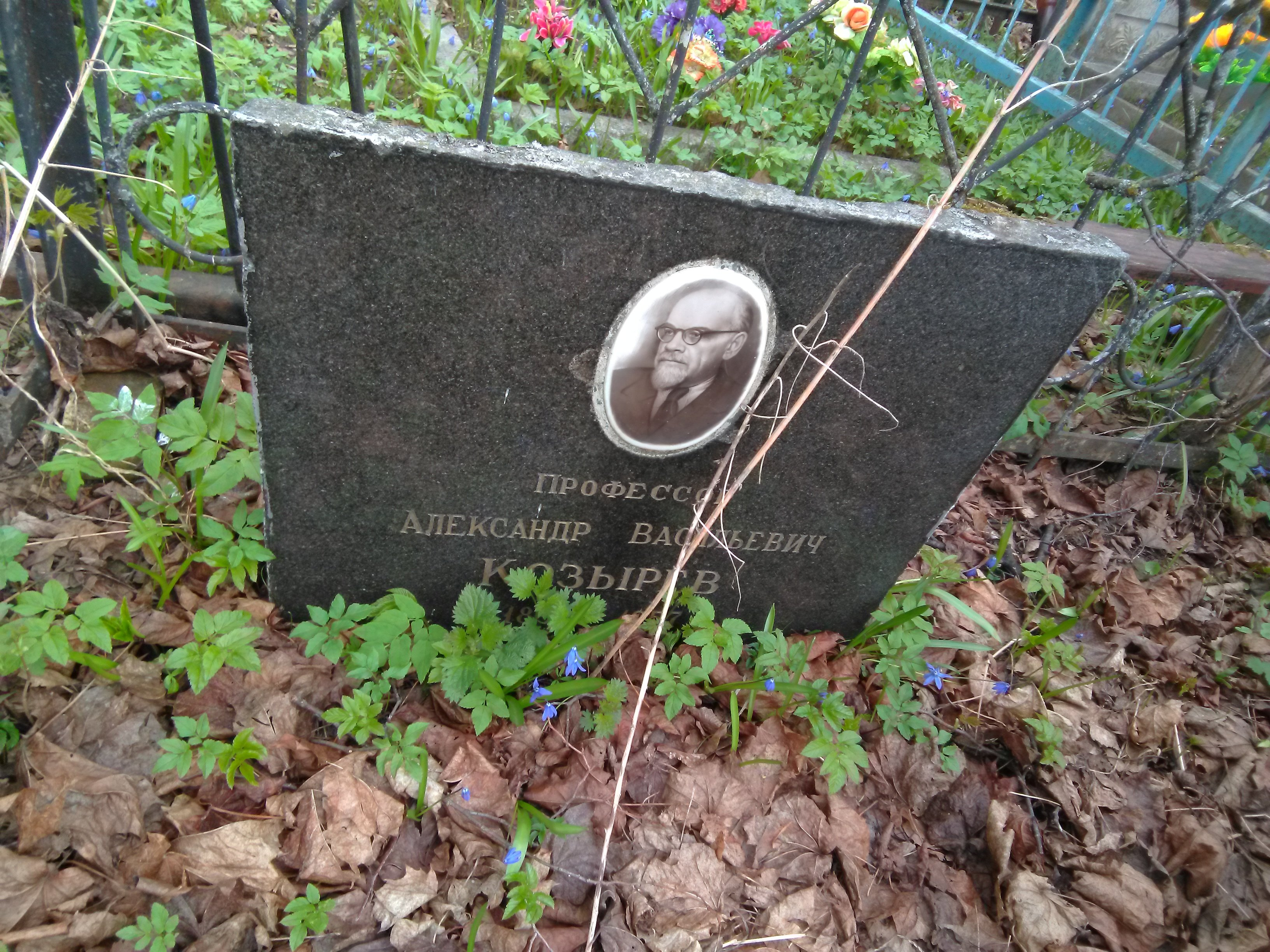
Могила А. В. Козырева на Троицком кладбище г. Шуя

Умер в 1957 году. Похоронен на Троицком городском кладбище.

## Творческая и педагогическая деятельность
Один из организаторов системы высшего образования в СССР. Автор широко известных в учёной среде книг о педагогическом наследии К. Д. Ушинского, В. Г. Белинского. Автор статей по истории русской и советской школы.

## Награды
- орден Трудового Красного знамени (1944).
- «Отличник народного просвещения» (1946).

## Отзывы
«…Александр Васильевич не был баловнем судьбы. Только труд, способности, высокий профессионализм неуклонно двигали его по жизни, создавали ему авторитет. Он твёрдо верил в справедливость того общественного строя, в котором долгие десятилетия жил и работал. Высокая культура, честность и порядочность, искренность в поступках, доброта к людям, беспредельная вера в силу добра — таков был Александр Васильевич Козырев в жизни!…».